# Пам'ятник льотчикам-визволителям міста (Вінниця)
Пам'ятник льотчикам-визволителям міста — пам'ятник у Вінниці на проспекті Космонавтів та площі Костянтина Могилка.

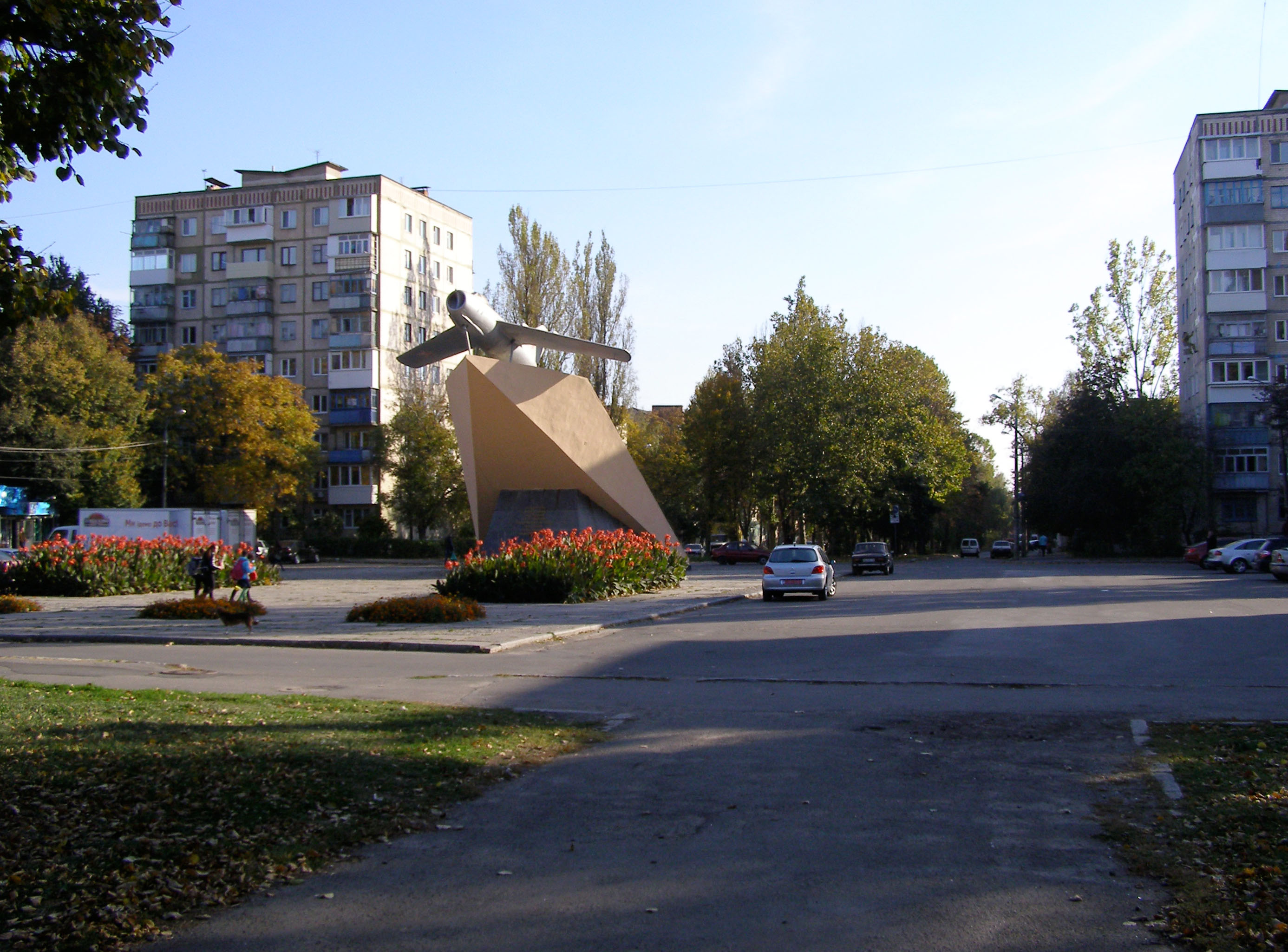

Пам'ятник радянським льотчикам, загиблим при звільненні міста у 1944 році, відкривали 1969 року. Цей проєкт зі справжньою бойовою авіаційною машиною, яка ніби злітає у небо з постаменту, готував архітектор Мархель Роман Романович. На конкурс подавали декілька проєктів. А обирали найкращий навіть не цивільні чиновники, а військові чини — відповідальність тут була ще більшою. Те, що запропонував Роман, їм дуже сподобалось. Але на офіційну церемонію відкриття він не пішов. На таких заходах вся увага, зазвичай, була прикута до тих, хто виголошував патріотичні промови — представниках влади, або як у цьому випадку — військових високого рангу. А у Мархеля був друг-архітектор, вікна квартири якого виходили якраз на цю площу. Тому церемонію відкриття Роман Романович разом із дружиною спостерігали з його балкона, ніби з театральної ложі.
В 2016 році площу перейменували на честь командира ескадрильї «Блакитна стежа» 15-ої окремої бригади транспортної авіації Повітряних Сил ЗСУ полковника Костянтина Могилка. Його літак (транспортний АН-30Б) було збито 6 червня 2014 року над Слов'янськом. Ціною власного життя Могилко відвів падаючий літак від міста. Постамент з літаком, як і всю площу довкола них, капітально відремонтували. З 10 жовтня 2016 знаходився на реставрації.
Переможцем визначено проєкт від архітектора Дениса Камінського під назвою «Слід», який символізує інверсійний слід від літака, що здіймається в небо. Згодом проєкт переробили, замінивши бетонний постамент на металевий.

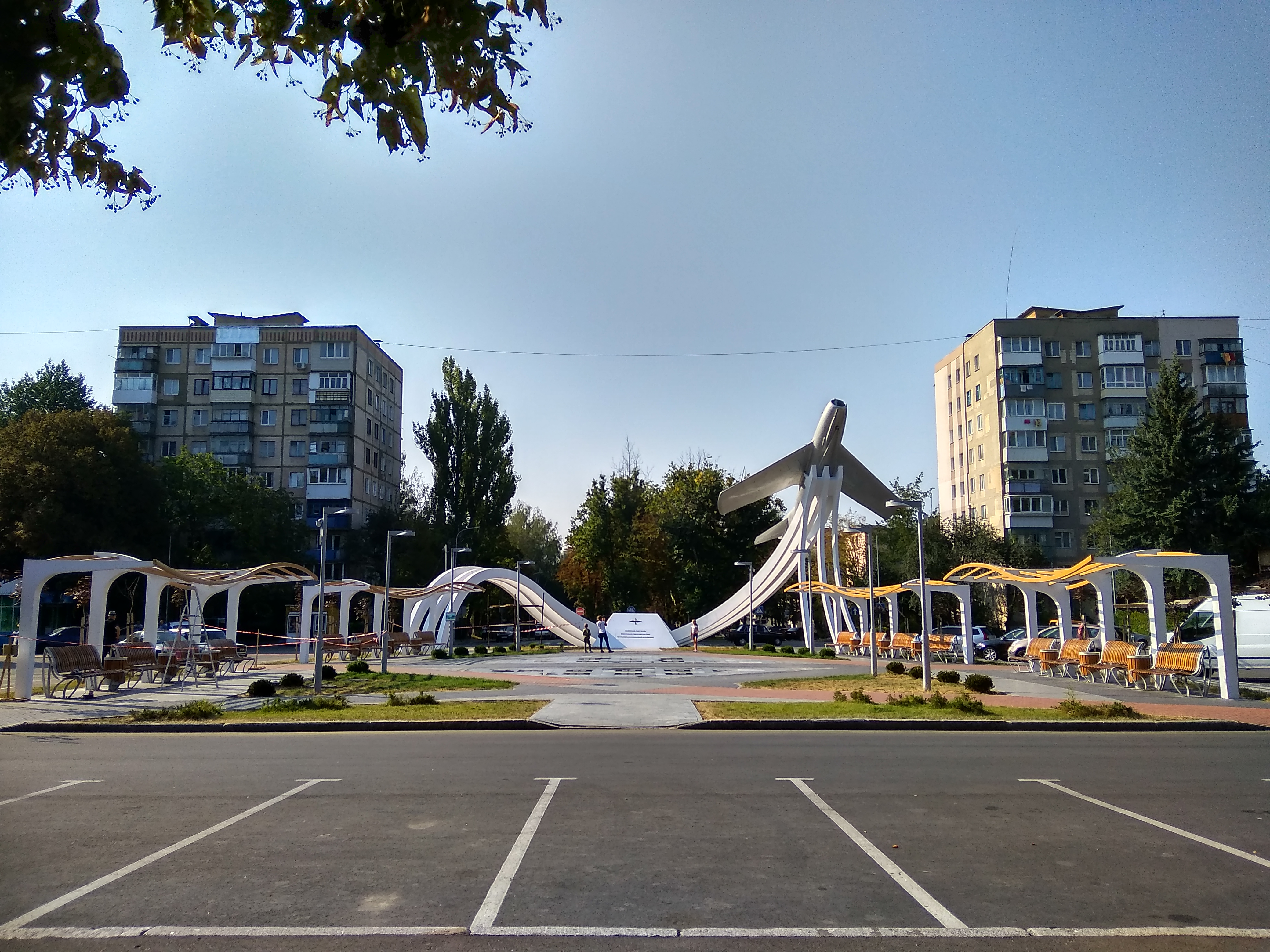

У жовтні 2017 змонтували новий постамент і встановили літак на нього.